# 学士河
学士河或学士街河，也称第一直河，是中国江苏省苏州市姑苏区的一条河流。南起盘门水官桥，经幸福村桥、船厂桥、北百花洲桥等14座桥，北至西中市皋桥中市河。全长3,200米，宽度5米。

## 桥梁
- 水关桥
- 幸福村桥
- 船厂桥
- 北百花洲桥
- 南百花洲桥
- 来远桥
- 歌薰桥
- 乘骝桥
- 升平桥
- 西城桥
- 黄鹂坊桥
- 敦化桥
- 平安桥
- 皋桥